# Confine tra Belize e Messico

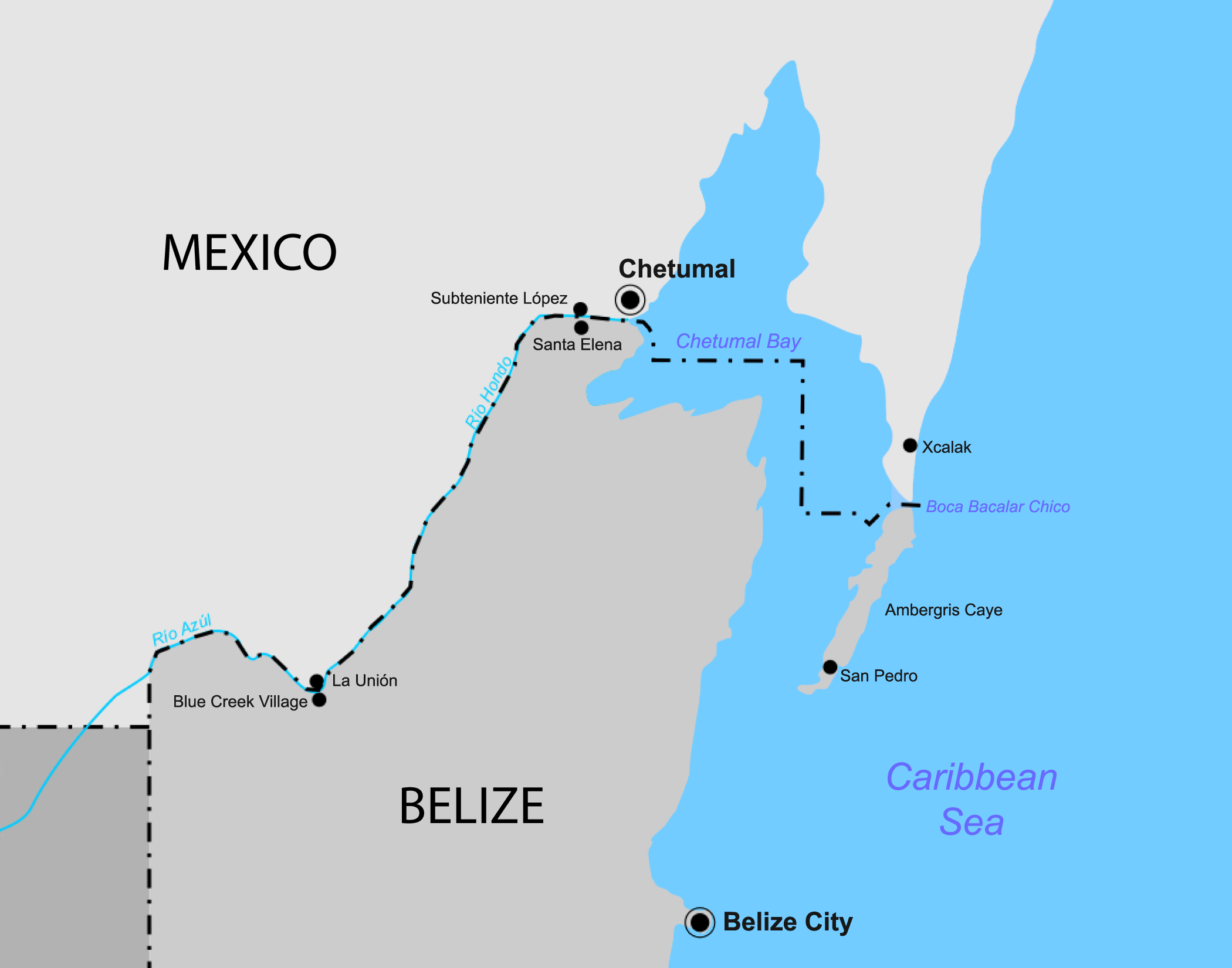
Mappa del confine Belize-Messico

Il confine Belize-Messico è una linea che separa il Belize dal Messico. Essa ha una lunghezza di 250 chilometri ed è costituita quasi completamente da un tratto del fiume Hondo. Separa il Belize dagli stati messicani di Quintana Roo e Campeche.
L'attuale confine fu concordato nel 1893, e definito nel 1897.

## Storia
Il confine tra Messico e Belize era difficile da esplorare a causa della sua remota posizione, in particolare per quanto riguarda il territorio messicano. Data la rarefazione degli insediamenti abitativi, la colonia britannica dell'Honduras, oggi Belize, fu in grado di occupare la regione con facilità. Tuttavia il Messico non riconobbe la sovranità britannica sul territorio fino al tardo Ottocento. Il governo messicano voleva ridurre, e alla fine eliminare, il contrabbando di armi dalla popolazione maya fornito dai ribelli durante la guerra delle caste dello Yucatán, che prolungava il conflitto.
Il governo di Porfirio Díaz creò un Territorio Federale che prima apparteneva allo Stato dello Yucatan. Successivamente fu formato il Territorio di Quintana Roo e si decise di negoziare con il governo britannico per definire finalmente un confine comune. Si giunse a un riconoscimento della sovranità britannica sul territorio in cambio della promessa da parte della Gran Bretagna a rinunciare ad armare i maya. Il Messico incaricò di rappresentarlo nelle trattative il Ministro degli Affari esteri Ignacio Mariscal come Ministro plenipotenziario, mentre il Regno Unito incaricò Sir Spenser St. John.

## Il trattato
Il trattato fu firmato l'8 aprile 1893 a Città del Messico e una convenzione aggiuntiva fu sottoscritta il 7 aprile 1897. Il testo originale del trattato consisteva in quattro articoli: il primo definiva il confine, il secondo imponeva al Regno Unito di cessare la fornitura di armi ai ribelli maya, il terzo disponeva l'obbligo per entrambi gli stati di impedire ai nativi americani dallo sconfinare nel territorio del paese limitrofo e il quarto richiedeva la ratifica del trattato da parte dei rispettivi governi.
La convenzione aggiuntiva, firmata da Ignacio Mariscal e dal nuovo Ministro britannico in Messico, Sir Henry Nevill Dering, aggiornava l'articolo 3 per includervi l'accordo di libera navigazione per le navi mercantili messicane attraverso Boca Bacalar Chico e tutte le acque territoriali britanniche della baia di Chetumal. Le navi da guerra non erano previste dal trattato. L'ammissione alla baia di Chetumal in Messico auspicava la costruzione del canale di Zaragoza. 
All'inizio del 2007, il Ministro degli Affari esteri del Messico annunciò un accordo con il Belize per la definizione del confine marittimo nella Baia di Chetumal. Questo annuncio provocò un ampio rifiuto popolare da parte di Quintana Roo, a causa di una versione che implicava una restituzione territoriale al Belize che avrebbe compreso anche zone interne. Fu poi chiarito che si trattava solo di una correzione dei confini marittimi, che non modificava il trattato sul confine del 1893.

## Il confine

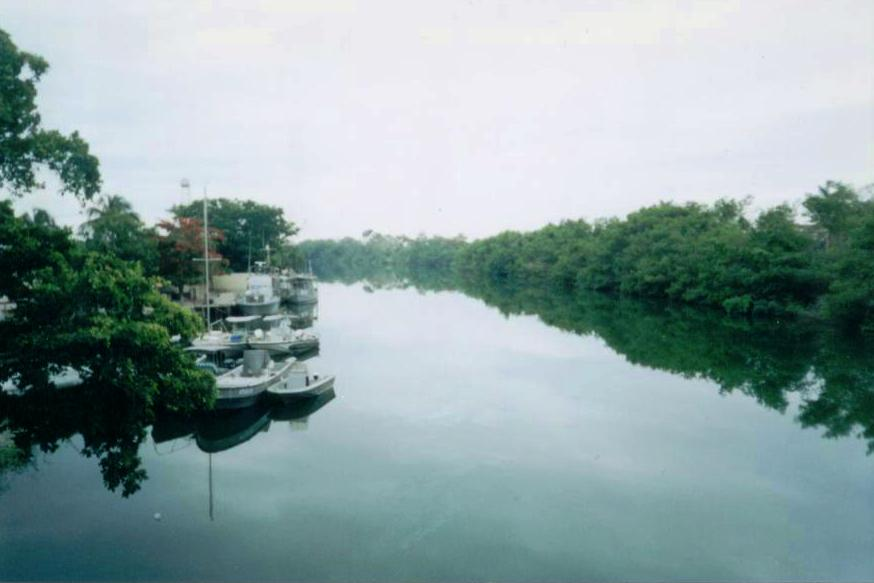
The Río Hondo visto dal ponte internazionale tra Subteniente Lopez e Santa Elena.

Secondo il trattato, il confine comincia a Boca Bacalar Chico, uno stretto canale che separa la punta meridionale della costa caraibica della Penisola dello Yucatán e Ambergris Caye. Esso corre quindi attraverso la baia di Chetumal seguendo una linea tratteggiata fino alla foce del fiume Hondo. Il confine segue il fiume Hondo attraverso il suo canale più profondo e quindi lungo il corso del suo affluente Blue Creek, fino a raggiungere il meridiano delle Cascate di Garbutt (approssimativamente 89° 9' W). Da questo punto esso di dirige direttamente a sud fino a 17° 49' N, il confine tra Messico e Guatemala.
Attualmente il confine ha due attraversamenti ufficiali, ove vi sono due ponti internazionali. Il principale si trova tra Subteniente Lopez (Quintana Roo, Messico) e Santa Elena (distretto di Corozal) nel Belize. Si trova a circa 16 chilometri da Chetumal, che è il capoluogo di Quintana Roo e la città principale nella zona. Un nuovo ponte Belize–Mexico a cinque blocchi a ovest del vecchio ponte è stato aperto al pubblico il 15 maggio 2013.
Il confine tra Messico e Belize è uno dei meno utilizzati dai messicani, ma ha ottenuto notorietà a causa di recenti rapporti sul traffico di stupefacenti attraverso il confine, con i trafficanti attratti dal relativo isolamento del medesimo. Questo problema ha accresciuto la sua importanza a causa del significativo incremento dell'attività economica e del turismo, specialmente nella zona di confine del Belize. L’incremento è stato anche maggiore quando la zona di Subteniente Lopez è diventata zona franca per il commercio e sono stati installati alcune case da gioco, che in Messico sono vietate. 
Per combattere il traffico di stupefacenti attraverso il confine, sono stati stipulati accordi bilaterali tra Messico e Belize.

## Città da entrambi i lati
- Subteniente Lopez, Quintana Roo - Santa Elena, Distretto di Corozal
- La Union, Quintana Roo – Villaggio di Blue Creek - Distretto di Orange Walk

## Ponti internazionali
- Ponte internazionale Subteniente Lopez
- Ponte internazionale Chac-Temal